# Savant (DC Comics)
Savant è un personaggio dei fumetti DC Comics, un supercattivo nemico ricorrente delle Birds of Prey e membro della Squadra Suicida.

## Biografia del personaggio
Erede di un'ingente fortuna finanziaria, Brian Durlin si trasferì a Gotham City per svolgere l'attività di vigilante: tuttavia venne fermato da Batman, visto che i suoi metodi erano eccessivamente brutali e crudeli verso i criminali. Sconfortato dal confronto con l'uomo pipistrello, Durlin, nome in codice Savant, scelse di diventare un mercenario al servizio del miglior offerente. Genio del computer con un ricco database sui criminali più pericolosi, egli soffre di problemi di memoria, avendo vuoti e ricordi non lineari: il suo obbiettivo principale è scoprire l'identità segreta di Batman per vendicarsi dell'umiliazione subita.
Scontratosi più volte con il gruppo di eroine Birds of Prey, divenne occasionalmente un loro alleato fornendo loro informazioni su svariati criminali: in questo periodo si prese una cotta non corrisposta per Oracolo. Venne inoltre assunto per affrontare i Segreti Sei e ottenere da loro la famigerata carta "esci dall'inferno gratis". Svilupperà infine una relazione con il suo amico e alleato Creote, ex agente del KGB.
Nel riavvio The New 52, Amanda Waller lo recluta insieme ad altri criminali nella sua Squadra Suicida. In un tentativo di individuare gli anelli deboli della squadra, Waller fa torturare i membri del team da alcuni mercenari: non riuscendo a reggere la pressione Savant crolla e tradisce il gruppo, venendo trascinato via e espulso dalla squadra. Successivamente entra a far parte di una nuova incarnazione del team, incaricato di ricatturare la fuggiasca Harley Quinn.

## Poteri e abilità
La più grande abilità di Savant è la sua capacità come hacker: egli riesce a superare i più svariati sistemi di sicurezza e colleziona un database con i dati su numerosi criminali. Le sue capacità sono state elogiate da un'esperta di computer del calibro di Barbara Gordon, di cui si è dimostrato un insidioso rivale: più volte inoltre Oracolo ha scelto di ricorrere al suo aiuto, reputandolo un degno collaboratore.
Savant è inoltre particolarmente dotato nell'uso di armi da fuoco e armi bianche ed è particolarmente abile nel corpo a corpo. Nonostante ciò non è neanche lontanamente al livello di Batman o quantomeno di Cacciatrice.
La versione cinematografica del personaggio è  un tiratore esperto dotato di straordinari riflessi, in grado di lanciare una pallina di gomma lungo i muri della propria cella seguendo una traiettoria precisa. Con essa è in grado di uccidere un uccellino senza sforzi, facendo intuire che egli possa avere la capacità di trasformare in arma ogni oggetto in suo possesso, rendendolo pari a sicari del calibro di Bloodsport e Peacemaker.
Il suo punto debole è la sua memoria non lineare, che spesso gli fa dimenticare eventi importanti o nomi di alleati e clienti: ironicamente questo è in contrapposizione con Oracolo, dotata di una memoria fotografica eccellente.

## Altri media

### Cinema
Brian Durlin, alias Savant, appare nel film del DC Extended Universe The Suicide Squad - Missione suicida, interpretato da Michael Rooker, amico e frequente collaboratore del regista James Gunn. Egli è stato appositamente ideato da Gunn come un "finto protagonista" per ingannare gli spettatori, tanto da essere il primo personaggio ad apparire nel film e il punto di vista principale del prologo. Imprigionato nel carcere di Belle Reve, Savant è uno scontroso e anziano vigilante dotato di una mira impeccabile: durante l'ora d'aria fa rimbalzare una pallina contro i muri del cortile del carcere per uccidere brutalmente un uccellino che lo aveva disturbato, mostrando anche una certa vena di sadismo. Per ottenere uno sconto di pena viene reclutato nella Squadra Suicida da Amanda Waller, con l'obbiettivo di attaccare l'isola di Corto Maltese. A causa della sua età e serietà Savant vede con insofferenza i suoi compagni di squadra, in particolare i veterani Harley Quinn e Capitan Boomerang: addirittura quando la donnola Weasel annega in mare nonostante i suoi tentativi di salvarla Durlin chiama il resto del gruppo "principianti". Lasciato nelle retrovie, assiste impotente al massacro dell'intera squadra, causato dal tradimento del giovane e inesperto mercenario Blackguard: terrorizzato davanti alla carneficina e rivelandosi meno spavaldo rispetto alle apparenze, Savant prova a fuggire venendo immediatamente ucciso senza pietà da Waller con la bomba impiantata nel suo cranio. Successivamente il suo cervello verrà divorato da un uccellino della stessa specie di quello ucciso nel cortile del carcere.

## Curiosità
- Il personaggio prende probabilmente nome dalla Sindrome del savant, che descrive una persona con un ritardo cognitivo ma con lo sviluppo di un'abilità sopra la norma: ironicamente il personaggio potrebbe soffrire della sindrome, visti i suoi problemi mentali e mnemonici affiancati da un talento coi computer.
- La scena iniziale del film The Suicide Squad - Missione suicida, in cui Savant si esercita tirando una pallina contro il muro del carcere in cui si trova, è un dichiarato omaggio al film La grande fuga